# Saturnino de Antioquia
Saturnino de Antioquia ou Satornilo (século II), renomado teólogo, foi também um grande cabalista  e profundo conhecedor do Zendavestá e do Gnosticismo. Papus confessa haver tomado muitas de suas fórmulas. Ele ensinou a seus discípulos a Sobriedade e a Castidade.

## Sobre
A tradição o coloca como discípulo de Menandro, que por sua vez foi discípulo de Simão Samaritano (em seus bons tempos) e autor do "Os Atos de João ou "O Livro Sereto de João".  Saturnino, foi um dos representantes do gnosticismo sírio. A ele se imputa a introdução da Gnose sírio, ou, pelo menos o seu grande propagador  Ele apareceu em Antioquia, pela primeira vez, por volta do ano de 125. Seu sistema doutrinário foi o resultado de um desenvolvimento rigoroso do dualismo com a negação de todo o significado judaico na liberação do bem e do mal, como o docetismo e o ascetismo. Traços de sua gnose ou Doutrina Secreta, pregada nas Escolas Iniciáticas ou Escolas de Mistérios da antiguidade, igualmente se percebem em outros escritores e místicos, tais como Basilides, Carpocrates, Valentim, Tertuliano, Agostinho de Hipona, Ambrósio de Milão, Marcião do Ponto, Clemente de Alexandria, Empédocles, etc e etc. Seus seguidores foram chamados de saturnionistas e sua escola de saturnionismo. 

## Conceitos
Saturnino ensinava dois princípios: O bem, ou Deus, o Criador de anjos, arcanjos, poderes e domínios, os sete anjos principais responsável pela criação do macro e do micro-cosmos, do onde adveio a inclinação para o mal, o que resultou em uma má geração (o segundo princípio ou dualidade). Assim, para por fim ao reino do princípio do ruim (o Mal), Deus (o Bem) enviou à terra o Cristo, que, manifestando-se através de um corpo carnal, destruiu o reino inclinação para o mal e, apara as almas bondosas, ele abriu o caminho para Deus. Aqueles que desejam retornar a Deus deve abandonar todos os prazeres dos sentidos. Os seguidores de Saturnino eram em um número bastante reduzido e, alguns dos quais, posteriormente, juntaram-se a outros grupos como, por exemplo, os Marcionitas. Saturnino foi mestre de Basilides e Basilides o foi de Valentim.
Seus ensinamentos, por vezes são relacionados ao Docetismo, quando verificada a semelhança entre a doutrina ensinada por ele e a ensinada por Docetas, cuja ênfase maior se dava na realidade do Cristo Interior, existente dentro de cada um de nós, dando uma nova visão ao Nascimento, Paixão e Ressurreição do Cristo pessoal.